# Upálení na hranici

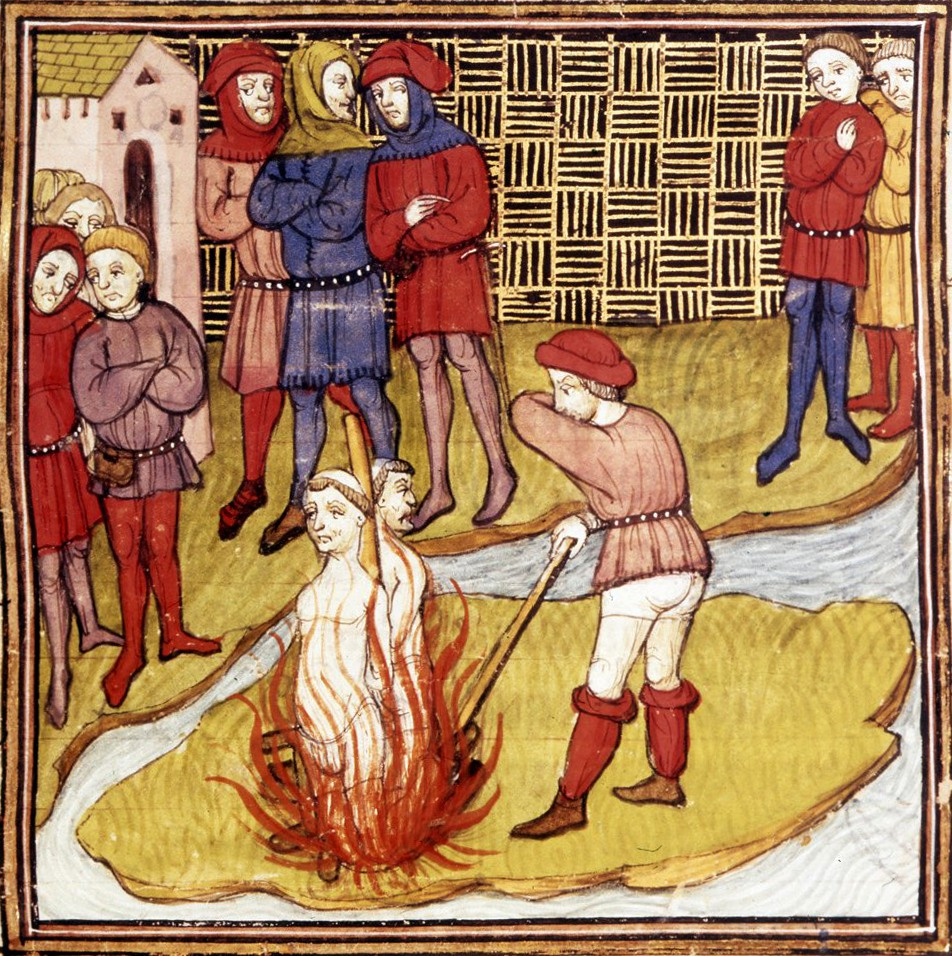
Upalování templářů v roce 1314

Upálení na hranici je forma trestu smrti, používaná k trestání nejtěžších zločinů. Touto formou byly trestány zejména velmi závažné náboženské prohřešky (kacířství, čarodějnictví) či závažné prohřešky proti tehdejší představě mravnosti (incest, sodomie), žhářství a také, zejména v novověké Evropě, travičství, které bylo chápáno jako těžší zločin než vražda.

## Průběh popravy
V případě upálení na hranici dřeva existují tři způsoby upálení. První, pokládaný za o něco efektnější, byl užíván zejména ve Španělsku, Německu, ale i v českých zemích, a spočíval v tom, že odsouzenec byl připoután ke kůlu a kolem něj byly přibližně do výše kolen naskládány otepi a polena, která se později zapálila. 
Z tohoto způsobu vychází obecně rozšířená, leč mylná představa odsouzenců, stojících na hranici dřeva. Při tomto způsobu také často docházelo k tomu, že odsouzenec nezemřel v důsledku popálenin, ale v důsledku udušení nebo otravy oxidem uhelnatým, protože vlastní oheň způsobil jen popáleniny nohou, které nevedly ke smrti.
Druhý byl užíván spíše v Anglii, Itálii a Francii, a spočíval v tom, že se postavila jakási ohrada z otýpek a dřeva až do výše hlavy. Uvnitř té byl kůl, k němuž byl odsouzenec připoután a prázdné místo bylo opět zaplněno slámou.
Při tomto způsobu utrpěl odsouzenec větší podíl popálenin, ale také zde bylo konečnou příčinou smrti zpravidla udušení. Trest smrti byl zejména od 17. století pro svou velkou krutost zmírňován – nejčastěji tak, že kat odsouzence na zvláštní tajný příkaz soudu, nazývaný retentum, těsně před upálením zardousil. Jsou ale doloženy i další prostředky, například v Anglii za vlády Marie Tudorovny byl odsouzenci na krk zavěšen váček střelného prachu, který jej výbuchem usmrtil.
Třetí způsob, rozšířený v carském Rusku předpokládal postavení dřevěné boudy, naplněné smůlou, slámou a jinými hořlavinami, do které byl odsouzenec zavřen nebo spuštěn otvorem ve střeše. Pak byla bouda zapálena. Někdy byl odsouzenec vhozen do už hořící boudy. Tento způsob byl poněkud milosrdnější. Smrt nastala poměrně rychle a odsouzenec také nebyl vystaven očím diváků. Takovýmto způsobem byl popraven například Protopop Avvakum. V 18. století je tento způsob upálení doložen také v Prusku, kde se takto popravovali žháři. Uvnitř boudy bývala umístěna síra, jejíž zplodiny odsouzence rychle usmrtily. Byl to jakýsi předstupeň plynové komory.

### Další varianty
Někdy se upálení provádělo i velmi zvláštním způsobem, většinou zvětšujícím krutost trestu. Patřil k nim tzv. sicilský býk, dutá mosazná socha býka, v níž byl odsouzenec zavřen a socha byla poté rozžhavena, takže se odsouzenec zaživa upekl (údajně jej nechal poprvé zhotovit sicilský tyran Falaris z Akragasy v 6. století př. n. l., později měl být tímto způsobem popraven např. svatý Eustach). V antickém Římě byla používána také tunica molesta, oděv napuštěný pryskyřicí nebo jinou hořlavinou a poté zapálený, nebo opékání odsouzenců na roštu nad plameny, doložené v případě mučednické smrti svatého Vavřince. Podobně krutou formou upálení nebo spíš upečení odsouzence byla tzv. kozácká svíčka, při níž odsouzenci, přivázanému ke kůlu, omotali ruce a nohy slámou, potřeli smůlou nebo dehtem a poté zapálili. Tento způsob byl používán jako lynčování, a to na Ukrajině v 17. století, za povstání Bohdana Chmelnického.
Jindy bylo cílem odsouzeného při popravě co nejvíce ponížit. Například anglikánský biskup Hugh Latimer nechal roku 1530 upálit katolického kněze Johna Forresta. Forrest byl na hranici přivázaný k dřevěné soše svatého Derfela, což mělo vyjádřit protestantský odpor k uctívání obrazů.
Již ve starověké Mezopotámii byli odsouzenci upalováni ve velkých pecích, jak je popsáno např. v biblické knize Daniel. Později se tento způsob popravy objevil i v Evropě. Velká popravčí pec byla ve 30. letech 17. stol. postavena ve slezské Nyse a později zřejmě i ve Zlatých Horách na českém území. Odsouzenci byli do roztopené pece vhazováni shora, čekala je zřejmě poměrně rychlá smrt. O vzhledu a konstrukci těchto pecí však není mnoho známo.

## Historie

### Starověk

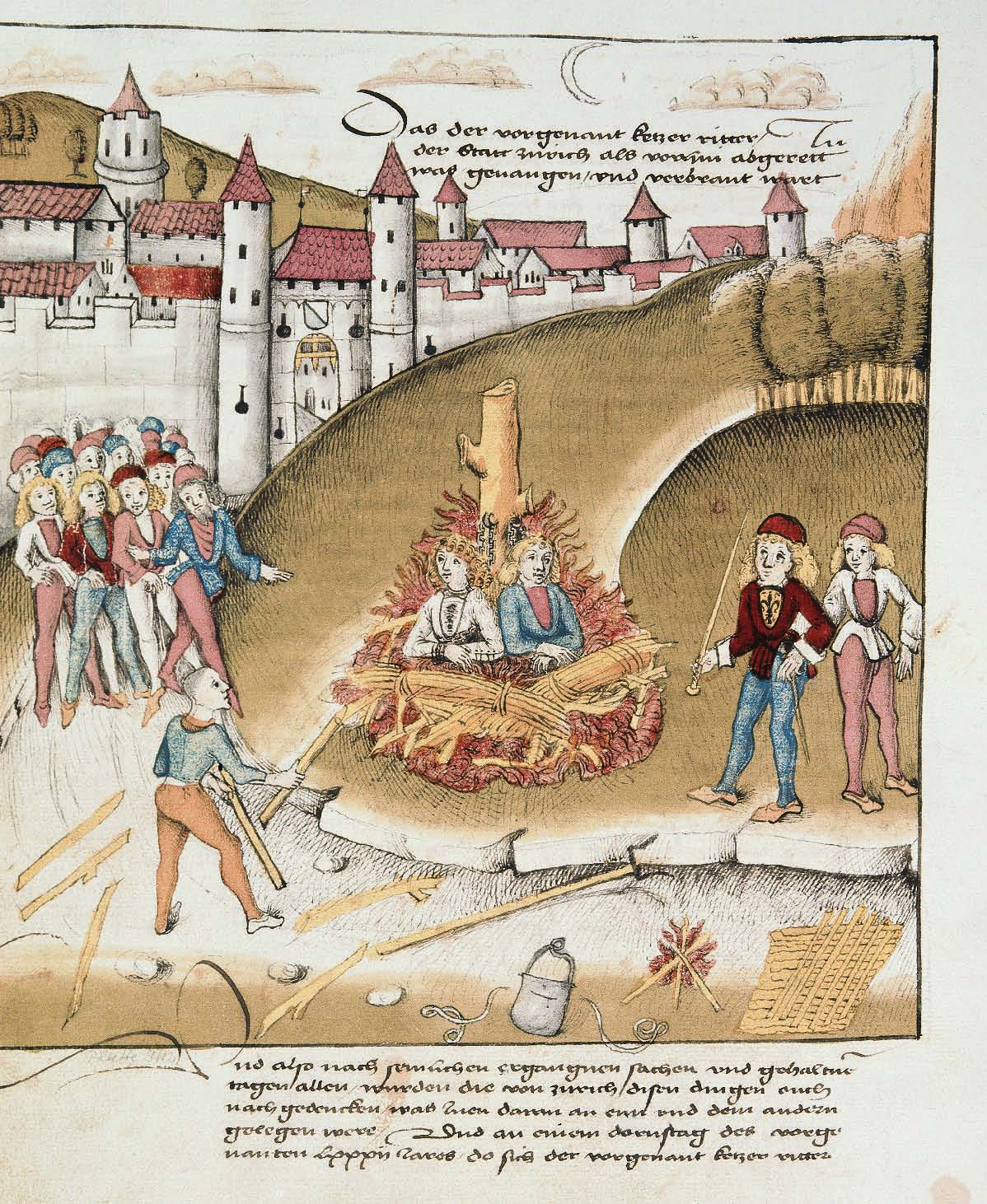
Upálení dvou homosexuálů, Richarda Pullera von Hohenburg a Antona Mätzlera, na hranici u Curychu, 1482 (Spiezer Schilling)

Historie upalování na hranici je dlouhá, jako trest pro žháře a zloděje rabující při požáru ho nařizoval již Chammurapiho zákoník, ve starověké Mezopotámii a u Izraelitů, (například Leviticus, 20,14) byl upálením trestán též incest. Přinejmenším Izraelité však odsouzence neupalovali na hranici, poprava se prováděla nalitím žhavého olova do hrdla. Upálení na hranici se pravidelně užívalo ve starověkém Egyptě, Indii a Kartágu, především pro povstalce a žháře. 
Starověcí Féničané, Kenaánci, Pelištejci, Kartaginci a další etnika starověkého Blízkého východu obětovali kojence či malé děti bohům Molochovi nebo Baalovi upálením na oltářích zvaných tofet. Tyto praktiky jsou často odsuzovány ve Starém zákoně, místo poblíž Jeruzaléma zvané Údolí Hinnomova syna (hebr. gej ben Hinom), kde se tyto oběti prováděly (například 2. Královská 23, 10), se stalo synonymem pro peklo - Gehenna. Zmiňují se o nich také antičtí autoři jako Diodóros Sicilský nebo Plútarchos a v Kartágu byly potvrzeny archeologickými nálezy.
Ve starověkém Římě bývali upalování žháři, dezertéři, násilníci (zejména pokud otrok nebo muž bez římského občanství znásilnil dívku z dobré rodiny) a v pozdějším období i křesťané, kteří se odmítali podílet na císařském kultu. Císař Nero podle Tacita a Suetonia užíval hořící odsouzence přivázané ke kůlům jako makabrózní osvětlení. Vedle již zmíněného svatého Vavřince skončili své životy na hranici také svatý Pionius, svatý Theodor Tyron, svatý Polykarp, svatá Apolena a další mučedníci rané církve. Podle Julia Caesara užívali upálení také Keltové, spíše však jako způsob obětování než popravy. Oběti určené Taranisovi, bohu hromu, prý bývaly upalovány uvnitř proutěné figuríny připomínající obra. Středověké kroniky hovoří také o upalování lidských obětí u pohanských Baltů. Lidské oběti upalovali pro svého boha ohně Huehuetéotla neboli Xiuhtecuhtliho také Aztékové, pro zmírnění bolesti jim ale před zapálením potírali těla anestetickou mastí z byliny Acmella oleracea.

### Středověk a raný novověk
Upálení na hranici bylo často užíváno ve středověku a raném novověku (zejména od 13. do 18. století), zejména jako trest za zločiny proti církvi: kacířství a čarodějnictví, v tomto směru častými a okázalými popravami upálením na hranici proslula španělská a portugalská inkvizice. V tomto období bylo pro kacířství upáleno mnoho významných osobností, které nesouhlasily s oficiálními církevními dogmaty, včetně například Jana Husa. Girolama Savonaroly, Miguela Serveta či Giordana Bruna (viz seznam níže). Jindy bylo obvinění z čarodějnictví a následné upálení používáno jako jako politicky motivovaná justiční vražda k odstranění nepohodlných osob, například řádu templářů nebo Jany z Arku. Upálením se ve středověku zpravidla trestalo také žhářství, pohlavní styk se zvířetem nebo homosexualita (ve středověku se obě tyto praktiky zahrnovaly pod společné označení sodomie), někdy též padělání peněz nebo, např. v Anglii, travičství.
V průběhu 18. století začalo být považováno za barbarskou praktiku a jako takové postupně přestalo být v Evropě užíváno. Poslední známou osobou, upálenou na hranici v Českých zemích, se stala roku 1753 vyškovská žhářka Viktorie Veselá. Na území Německa bylo několik žhářů upáleno ještě v období napoleonských válek na počátku 19. století. Pro zmírnění utrpení v této době býval odsouzencům na krk zavěšen pytlík se střelným prachem, jehož výbuch způsobil rychlou smrt, popřípadě byli katem těsně před zapálením hranice uškrceni. Takto zemřel v roce 1826 i Cayetano Ripoll, poslední člověk popravený španělskou inkvizicí, jenž byl těsně před zapálením hranice oběšen.

### Moderní dějiny
Ve formě válečných zločinů upalování přežilo až do 20. století. Příkladem byli ruští vojenští velitelé baron Roman Ungern von Sternberg a ataman Grigorij Semjonov, kteří za občanské války v Rusku nechávali upalovat zajatce v kotli parní lokomotivy. Nejznámější Semjonovovou obětí se stal v květnu 1920 bolševický lidový komisař Sergej Lazo.  -->
Za druhé světové války byli někteří vězni koncentračních a vyhlazovacích táborů upáleni zaživa v kremačních pecích nebo po polití hořlavinou, patřila k nim sovětská novinářka a špiónka Praskovja Saveleva, upálená roku 1944 příslušníky gestapa v Lucku. Podobně zahynula také italská odbojářka Virginia Tonelli, jíž téhož roku upálili nacisté v koncentračním táboře Risiera di San Sabba v Terstu.  
Po 2. světové válce se upálení používalo převážně jako forma lynčování (například tzv. necklacing v Jižní Africe, při němž býval člověk vecpán do pneumatiky naplněné benzínem či petrolejem a zapálen.) Upalování "čarodějnic" ještě přežívá na indickém či indonéském venkově nebo mezi novoguinejskými kmeny. Jen výjimečně se upálení ve 20. století uplatňovalo i jako oficiální forma trestu smrti, například thajskou armádou během bojů s komunistickými povstalci v 60. a 70. letech 20. století, kdy vojáci upalovali svázané zajatce v sudech s benzínem. Do současnosti se upálení plamenomettem používá jako forma popravy v Severní Koreji. Ani zde však nejde o upálení na hranici v pravém slova smyslu. V 21. století se upalování zaživa objevilo v praktikách teroristů z Islámského státu, jednou z jejich obětí se stal jordánský pilot Maáz Kasásba.

## Příklady upálených
- Svatý Pionius († 250)
- Mariades († 253)
- Manfréda z Pirovana († 1300)
- Ondřej Saramita († 1300)
- Fra Dolcino († 1307)
- Jacques de Molay († 1314)
- Geoffroy de Charnay († 1314)
- Jan Hus († 1415)
- Jeroným Pražský († 1416)
- Petr Hromádka († 1421)
- Jana z Arku († 1431)
- Hans Böhm († 1476)
- Girolamo Savonarola († 1498)
- Balthasar Hubmaier († 1528)
- Patrick Hamilton († 1528)
- Jiří Blaurock († 1529)
- Solomon Molcho († 1532)
- Jakob Hutter († 1536)
- William Tyndale († 1536)
- Michael Servetus († 1553)
- Jan Bradford († 1555)
- Hugh Latimer († 1555)
- Nicholas Ridley († 1555)
- Thomas Cranmer († 1556)
- Giordano Bruno († 1600)
- Urbain Grandier (1634)
- Protopop Avvakum († 1682)

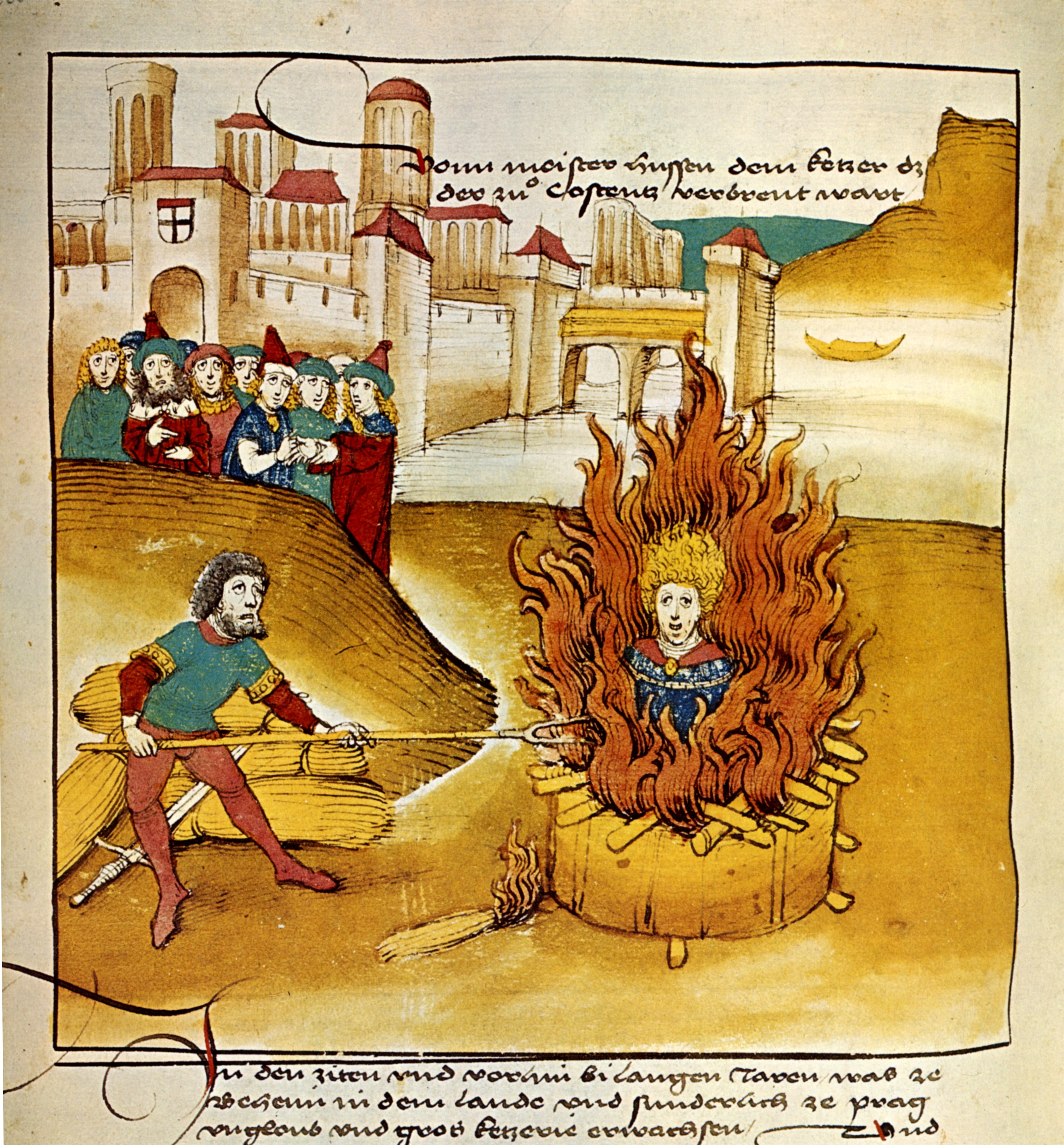
Upálení mistra Jana Husa na hranici ve Spiezské kronice od Diebolda Schillinga staršího (1485)

- Kašpar Sattler, jeho žena Marie a jejich dcera Alžběta († 1683)
- Kryštof Alois Lautner († 1685)
- Beatriz Kimpa Vita(† 1706)
- Antônio José da Silva(† 1739)
- Karel Lwanga († 1886)
- Sergej Lazo († 1920)
- Praskovja Saveleva († 1944)
- Virginia Tonelli († 1944)